# Mistrzostwa Świata w Lekkoatletyce 1987 – trójskok mężczyzn

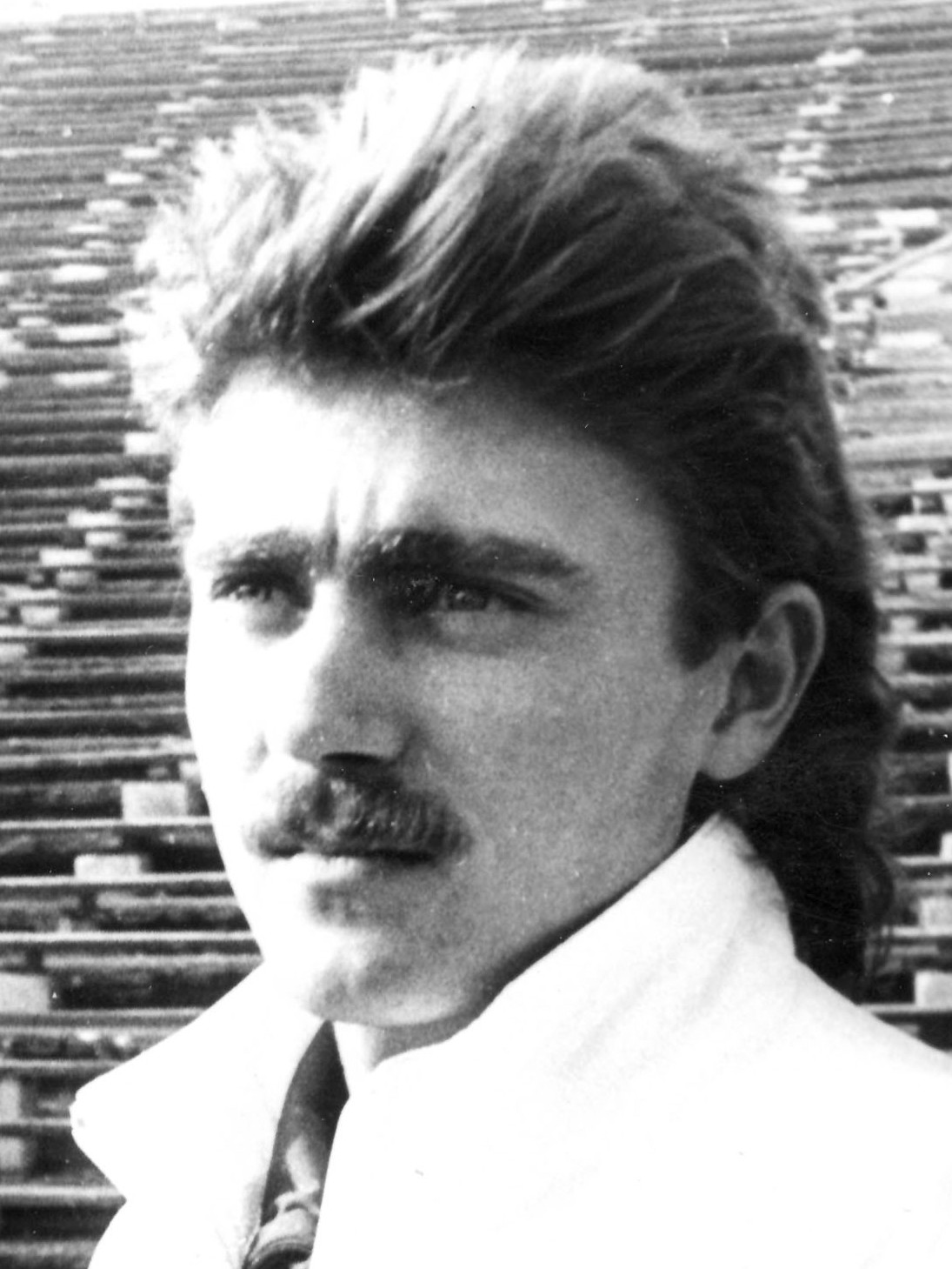
Brązowy medalista Oleg Sakirkin

Trójskok mężczyzn – jedna z konkurencji technicznych rozgrywanych podczas lekkoatletycznych mistrzostw świata w 1987 na Stadionie Olimpijskim w Rzymie.
Zwycięzcą został Christo Markow z Bułgarii, który w finale ustanowił rekord Europy z wynikiem 17,92 m. Tytułu zdobytego na poprzednich mistrzostwach nie obronił Zdzisław Hoffmann z Polski, który tym razem zajął 12. miejsce w finale.

## Terminarz
| Data       |              |
| ---------- | ------------ |
| 4 września | Kwalifikacje |
| 5 września | Finał        |

## Rekordy
|                          | Zawodnik          | Wynik | Miejsce      | Data                 |
| ------------------------ | ----------------- | ----- | ------------ | -------------------- |
| Rekord świata            | Willie Banks      | 17,97 | Indianapolis | 16 czerwca 1985(dts) |
| Rekord mistrzostw świata | Zdzisław Hoffmann | 17,42 | Helsinki     | 8 sierpnia 1983(dts) |

## Wyniki

### Kwalifikacje
Zawodnicy startowali w dwóch grupach. Minimum kwalifikacyjne wynosiło 16,85 m. Do finału awansowali skoczkowie, którzy uzyskali minimum (Q) lub 12 skoczków z najlepszymi wynikami (q).
| Pozycja | Grupa | Zawodnik             | Państwo           | Wynik | Uwagi |
| ------- | ----- | -------------------- | ----------------- | ----- | ----- |
| 1       | A     | Oleg Sakirkin        | ZSRR              | 17,35 | Q     |
| 2       | B     | Christo Markow       | Bułgaria          | 17,20 | Q     |
| 3       | B     | Aleksandr Kowalenko  | ZSRR              | 17,16 | Q     |
| 4       | A     | Oleg Procenko        | ZSRR              | 17,08 | Q     |
| 5       | A     | Mike Conley          | Stany Zjednoczone | 17,06 | Q     |
| 6       | A     | Peter Bouschen       | RFN               | 17,01 | Q     |
| 7       | B     | Jacek Pastusiński    | Polska            | 17,00 | Q     |
| 8       | A     | Zdzisław Hoffmann    | Polska            | 16,73 | q     |
| 9       | B     | Norbert Elliott      | Bahamy            | 16,65 | q     |
| 10      | A     | Dario Badinelli      | Włochy            | 16,64 | q     |
| 11      | B     | Joseph Taiwo         | Nigeria           | 16,63 | q     |
| 12      | A     | Ivan Slanař          | Czechosłowacja    | 16,57 | q     |
| 12      | A     | Norifumi Yamashita   | Japonia           | 16,57 | q     |
| 14      | A     | Didier Falise        | Belgia            | 16,51 |       |
| 15      | B     | Georgi Pomaszki      | Bułgaria          | 16,49 |       |
| 16      | B     | Francis Dodoo        | Ghana             | 16,48 |       |
| 17      | B     | Serge Hélan          | Francja           | 16,41 |       |
| 18      | B     | Charles Simpkins     | Stany Zjednoczone | 16,40 |       |
| 19      | B     | Willie Banks         | Stany Zjednoczone | 16,37 |       |
| 20      | B     | Đorđe Kožul          | Jugosławia        | 16,37 |       |
| 21      | A     | Edrick Floréal       | Kanada            | 16,33 |       |
| 22      | A     | José Leitão          | Portugalia        | 16,17 |       |
| 23      | A     | Frank Rutherford     | Bahamy            | 15,99 |       |
| 24      | A     | Francisco dos Santos | Brazylia          | 15,85 |       |
| 25      | A     | Arne Holm            | Szwecja           | 15,76 |       |
| 26      | A     | José Salazar         | Kolumbia          | 15,76 |       |
| 27      | A     | Ajayi Agbebaku       | Nigeria           | 15,66 |       |
| 28      | A     | Toussaint Rabenala   | Madagaskar        | 15,53 |       |
| 29      | B     | Edward Cruden        | Surinam           | 15,32 |       |
| 30      | B     | Marios Chadziandreu  | Cypr              | 14,78 |       |
| 31      | A     | Paulo Franco Noronha | Mozambik          | 14,62 |       |
| –       | B     | Mohamed Zaki Sadri   | Malezja           | NM    |       |

### Finał
| Poz. | Zawodnik            | Państwo           | #1      | #2      | #3      | #4    | #5      | #6    | Wynik   | Uwagi |
| ---- | ------------------- | ----------------- | ------- | ------- | ------- | ----- | ------- | ----- | ------- | ----- |
| 01 ! | Christo Markow      | Bułgaria          | 17,70 w | 17,73   | x       | 17,92 | x       | x     | 17,92   | ,     |
| 02 ! | Mike Conley         | Stany Zjednoczone | 17,34 w | 17,37   | x       | 17,65 | x       | 17,67 | 17,67   |       |
| 03 ! | Oleg Sakirkin       | ZSRR              | 17,03   | 17,36   | 17,31 w | x     | 17,29   | 17,43 | 17,43   |       |
| 4.   | Aleksandr Kowalenko | ZSRR              | 17,38   | x       | x       | x     | 16,81 w | 16,99 | 17,38   |       |
| 5.   | Jacek Pastusiński   | Polska            | 17,27   | 17,20   | 17,13   | 17,28 | 17,35   | 17,26 | 17,35   |       |
| 6.   | Joseph Taiwo        | Nigeria           | 17,29 w | x       | 17,09   | 16,82 | 16,96   | x     | 17,29 w |       |
| 7.   | Peter Bouschen      | RFN               | x       | 17,26 w | x       | 17,08 | 16,73   | 16,72 | 17,26 w |       |
| 8.   | Oleg Procenko       | ZSRR              | x       | x       | 17,23 w | x     | x       | 16,30 | 17,23 w |       |
| 9.   | Norbert Elliott     | Bahamy            |         |         |         |       |         |       | 16,79   |       |
| 10.  | Ivan Slanař         | Czechosłowacja    |         |         |         |       |         |       | 16,69   |       |
| 11.  | Dario Badinelli     | Włochy            |         |         |         |       |         |       | 16,63   |       |
| 12.  | Zdzisław Hoffmann   | Polska            |         |         |         |       |         |       | 16,58   |       |
| –    | Norifumi Yamashita  | Japonia           | x       | x       | x       |       |         |       | NM      |       |